# Laghnimyine
Laghnimyine (franska: Laghnimyine (CR), Laghnimyine (Commune Rurale), arabiska: ابن معاشو) är en kommun i Marocko.   Den ligger i provinsen Berrechid och regionen Casablanca-Settat, 130 km sydväst om huvudstaden Rabat. Antalet invånare är 16 191.